# Álvaro Barco
José Álvaro Barco Andrade (Lima, 27 giugno 1967) è un ex calciatore peruviano, di ruolo difensore.

## Biografia
È padre di Alfonso Barco, a sua volta calciatore professionista.

## Palmarès

### Club

#### Competizioni nazionali
- Campionato peruviano: 2

Universitario: 1990, 1992